# Rauher Berg (Seddiner See)
Der Rauhe Berg ist mit 78 m ü. NHN Metern die höchste Erhebung der Gemeinde Seddiner See im Landkreis Potsdam-Mittelmark im Land Brandenburg. Der Berg ist Teil des Saarmunder Endmoränenbogens und entstand als solcher in der letzten Weichsel-Eiszeit. Er liegt an der östlichen Grenze der Gemarkung und dort östlich des Kähnsdorfer Sees. Nördlich grenzt der Michendorfer Ortsteil Wildenbruch, östlich der weitere Ortsteil Fresdorf an.